# Трёхкомпонентная теория любви
| |                   |                 |                          |
| \| \| близость intimacy \| страсть passion \| обязательства commitment \| \| отсутствие любви \| \| \| \| \| симпатия / дружба liking / friendship \| x \| \| \| \| влюблённость limerence / infatuation \| \| x \| \| \| пустая любовь empty love \| \| \| x \| \| романтическая любовь romantic love \| x \| x \| \| \| дружеская любовь companionate love \| x \| \| x \| \| роковая любовь fatuous love \| \| x \| x \| \| совершенная любовь consummate love \| x \| x \| x \| |                   |                 |                          |
| | близость intimacy | страсть passion | обязательства commitment |
| отсутствие любви |                   |                 |                          |
| симпатия / дружба liking / friendship | x                 |                 |                          |
| влюблённость limerence / infatuation |                   | x               |                          |
| пустая любовь empty love |                   |                 | x                        |
| романтическая любовь romantic love | x                 | x               |                          |
| дружеская любовь companionate love | x                 |                 | x                        |
| роковая любовь fatuous love |                   | x               | x                        |
| совершенная любовь consummate love | x                 | x               | x                        |

Трёхкомпонентная теория любви (англ. triangular theory of love) — теория любви, разработанная психологом Робертом Стернбергом. В контексте личных взаимоотношений, «тремя составляющими любви, согласно трёхкомпонентной теории, являются близость, страсть и обязательства».

## Теория
В трёхкомпонентной теории любви Стернберг выделил следующие основные компоненты:
1. Близость — которая включает в себя чувства сопричастности, единства, связанности.
2. Страсть — включающая в себя как романтическое влечение, так и сексуальную привлекательность.
3. Обязательство[англ.] — которое подразумевает, в краткосрочной перспективе, решение оставаться с партнёром, и в долгосрочной перспективе, совместные достижения или планы.

«Сила любви, которую кто-либо испытывает, зависит от абсолютной силы этих трех компонентов, и тип отношений, испытываемых кем-либо, зависит от их силы относительно друг друга». Разные стадии и типы любви могут быть представлены как различные сочетания этих трёх элементов; например, относительный акцент каждого компонента изменяется со временем в процессе развития взрослых романтических отношений. Отношения, основанные на единственном элементе, имеют меньше шансов на выживание, чем те, что основаны на двух или трёх элементах.

### Формы любви
Три компонента, наглядно подписанные в вершинах треугольника, взаимодействуют друг с другом и формируют таким образом семь различных типов любви (отсутствие любви не представлено). Размеры треугольника отображают «количество» любви — чем больше треугольник, тем больше любовь. Форма треугольника отражает «стиль» любви, который может меняться с течением отношений:
- Отсутствие любви представляет собой простое отсутствие всех трёх компонентов любви. Отсутствие любви характеризует подавляющее большинство наших личных отношений, повседневное взаимодействие[5].
- Симпатия/Дружба — эти термины использованы здесь в нетривиальном смысле. Предпочтительнее относить их к набору чувств, испытываемых в отношениях, которые можно справедливо охарактеризовать как дружба. Человек чувствует близость, связанность и теплоту по отношению к другому, без чувства сильной страсти или долгосрочных обязательств[6].
- Влюблённость/увлечённость — влечение, которое появляется при пробуждении страсти в отсутствии близости и обязательств[7]. Романтические отношения часто начинаются как безрассудная любовь и превращаются в романтическую любовь с появлением близости со временем. Без появления близости или обязательств влюблённость может исчезнуть внезапно.[источник не указан 115 дней]
- Пустая любовь характеризуется обязательствами без близости или страсти. Более сильная любовь может вырождаться в пустую любовь. В культурах, в которых распространены устроенные браки, отношения супругов могут начинаться как пустая любовь и развиться в другую форму, демонстрируя, как пустая любовь не обязательно является конечной стадией длительных отношений… но скорее началом, чем концом[7].
- Романтическая любовь происходит из сочетания близости и страсти в любви… Романтические любовники не только обращены физически друг к другу, но и также связаны эмоционально[7] — однако не имеют поддерживающих обязательств.[источник не указан 115 дней]
- Дружеская любовь — это близкий, не страстный тип любви, сильнее, чем дружба, благодаря элементу долгосрочных обязательств. Этот тип любви наблюдается в долгих браках, где страсти больше нет[8], но где глубокая привязанность и обязательства остаются. Любовь, идеально распределённая между членами семьи, — это форма дружеской любви, как и любовь между близкими друзьями, которые имеют платоническую любовь, но крепкую дружбу.[источник не указан 115 дней]
- Роковая любовь может быть представлена головокружительным ухаживанием и браком: её глупость в том, что обязательства строятся на базе страсти без стабилизирующего влияния близости[7].
- Совершенная любовь — это полная форма любви, идеальные отношения, к которым люди стремятся. Из семи вариаций любви именно совершенная любовь в теории является любовью, ассоциируемой с понятием «идеальной пары». Согласно Стернбергу, эти пары продолжают иметь отличный секс спустя более пятнадцати лет отношений, они не могут представить себе более счастливые длительные отношения с кем-то ещё, они решают свои малочисленные затруднения с лёгкостью, и каждый наслаждается отношениями с партнёром[9][уточнить]. Тем не менее, Стернберг предупреждает, что поддержание совершенной любви может быть даже сложнее, чем её достижение. Он подчёркивает важность переноса компонентов любви. «Без выражения», — предупреждает он, — «даже величайшая любовь может умереть»[10]. Хотя совершенная любовь не может быть непрерывной[источник не указан 4031 день]. Если страсть теряется со временем, она может перейти в дружескую любовь.[источник не указан 115 дней]

### «Роковая» любовь

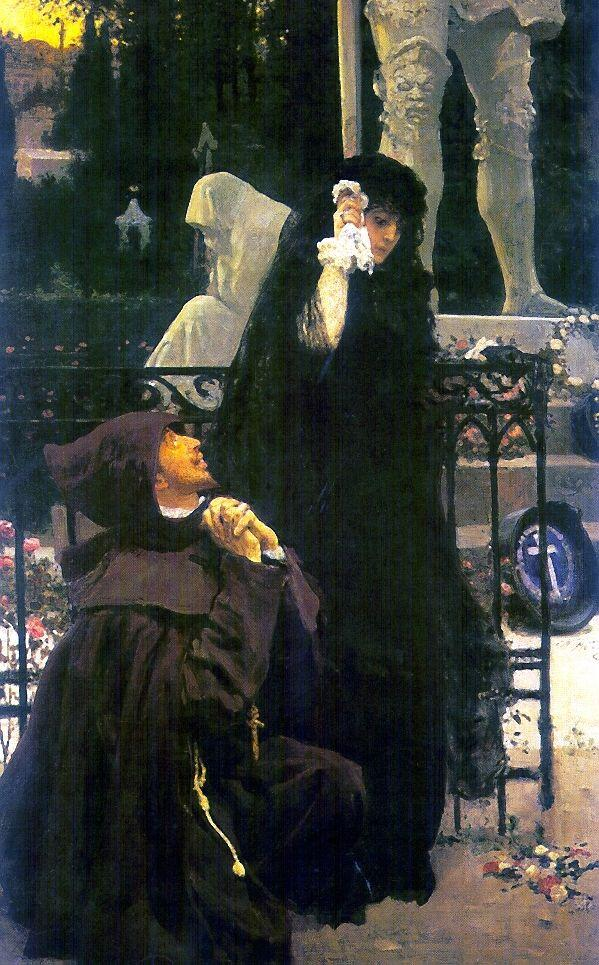
«Дон Жуан и донья Анна»
И. Е. Репин

«Роковая» любовь — это разновидность борьбы или игры между представителями противоположного пола, в результате которой один человек становится «жертвой», а второй — «охотником», «Охотник» умеет «разбивать сердца» своих жертв. По-видимому, каждому человеку в молодости суждено хотя бы один раз переболеть этой болезнью и получить иммунитет. Карл Густав Юнг ввёл в психологию понятия «анима и анимус». «Анима» — это образ абсолютной женщины, «самки», который находится в подсознании любого мужчины. «Анима» — это образ таинственной, необычайно красивой, проницательной, сильной женщины, в которой присутствует две стороны — светлая и тёмная. С одной стороны, она является богиней, матерью и воплощением добра и чистоты, а с другой — колдуньей, ведьмой, совратительницей, повергающей душу во тьму. «Роковые» женщины способны интуитивно играть роль «Анимы». Этот образ обладает огромной притягательной, мистической силой. Молодой мужчина с первого взгляда узнаёт этот образ, который от рождения был у него в подсознании, и начинает испытывать любовь с первого взгляда. Он падает на колени и начинает тщетно молить о взаимности. «Роковая» женщина получает удовольствие от сознания абсолютной власти над мужчинами. Она имеет возможность их просто уничтожать — разбивать у них семью, ломать карьеру, толкать на преступление, доводить до самоубийства. Как сказала героиня французского фильма «Если бы Дон Жуан был в юбке», которую играет Брижит Бардо: «Соблазнить — это не трудно, покорить — это искусство. Покоряешь, чтобы уничтожить». Придя в себя, «жертва» вспоминает, что была как в бреду. Этот образ «Анима» одинаков для всех мужчин, поэтому «роковая» женщина оставляет на своём жизненном пути огромное количество «жертв», её имидж действует на мужчин безотказно. «Жертвы», если им удалось выжить, запоминают свою первую и неудачную любовь на всю оставшуюся жизнь, в дальнейшем они стараются подобных женщин обходить стороной или сами начинают играть роль «рокового» мужчины и мстить всем женщинам. Каждая женщина имеет в своём подсознании образ «Анимус», образ самца, что приводит к аналогичным последствиям.
Примеры «роковых» мужчин из художественной литературы — это Дон Жуан, Печорин, Джакомо Казанова, «Синяя борода». Прообразом «Синей бороды» послужил Жиль де Рэ, соратник Жанны Д’Арк, казнённый по приговору инквизиции в XV веке за то, что убивал то ли маленьких детей, то ли своих жён, занимаясь алхимией в союзе с дьяволом. Возможно, что это дело было сфабриковано инквизицией, а его признание было вырвано под пытками. Примеры «роковых» женщин из художественной литературы — это Миледи (Леди Винтер) из романа «Три мушкетёра», княгиня Вера Николаевна Шеина из повести «Гранатовый Браслет», Амалия Казимировна Бежецкая (Борушко Лариса Евгеньевна) из фильма «Азазель», Люба (Наталья Эдуардовна Андрейченко) из фильма «Военно-полевой роман».

## Значение в науке
Трёхкомпонентная теория любви Стернберга применяется в психометрии для изучения феномена любви, большинство психологических тестов для романтических и любовных отношений построены на этой теории.

## Критика
Стернберг выстроил свою теорию любви в парадигме моногамных пар, но трёхкомпонентная теория любви неприменима для консенсуальных немоногамных любовных отношений, в том числе в случае полиамории, которые постепенно распространяются в обществе.

## Комментарии
1. ↑  букв. треугольная или трёхсторонняя; встречаются также названия трёхфакторная или транслит. триангулярная